# Xah Budah Sultan
Xah Budah Sultan fou kan xibànida, fill i hereu de Abu l-Khayr al que es diu que va premorir (abans de 1468 o 1469) o al que, segons el Tarikh-i-Abulkhair hauria succeït.
El Tarikh-i-Abulkhair diu que a Abu l-Khayr el va succeir el seu fill gran que anomena com Baruj Oghlan que enfrontat a Djanibek Khan i Karai Khan, fundadors de l'Horda dels kazakhs, es va retirar a Yasi o Yassi (moderna Turkestan); els kazakhs van rebre l'ajut de Yunus Khan de Mogolistan però Baruj els va derrotar en un atac per sorpresa amb 22.000 homes a Kara, aprofitant que els homes de Yunus havien creuat el riu Sihan glaçat per anar de cacera; el campament de Yunus Khan fou saquejat i quan aquest va saber el que havia passat va retornar creuant el riu altre cop; portava la gran bandera (Shesh tugha) i la gran trompeta d'ordes i prop del campament va deixar veure la bandera i va fer sonar la trompeta; el pànic es va apoderar dels uzbeks i els mogols es van reorganitzar; Baruj Oghlan va intentar fugir a cavall però fou atrapat i Yunus va ordenar la seva decapitació; la major part dels seus homes va morir. La data no està establerta.
Altres fonts esmenten que els descendents d'Abu l-Khayr es van enfrontar als de Yadigar, cap d'una branca col·lateral de la família, que van acabar fundant el Kanat de Coràsmia el 1511.

## Nota
1. ↑  com que aquest nom no figura a la llista de fills, es suposa que es tracta de Shah Budagh Sultan, que fou el pare de Muhàmmad Xaibani